# Giraal geld
Giraal geld is geld dat op een betaalrekening staat. Giraal geld kan men dus niet aanraken, in tegenstelling tot chartaal geld (munten en bankbiljetten). 
Het girale geld bestaat uit tegoeden die het publiek bij banken aanhoudt en die onmiddellijk in contanten kunnen worden omgewisseld of kunnen worden gebruikt voor girale betalingen. Men spreekt daarom van direct opeisbare vorderingen op naam, die bestaan uit tegoeden op betaalrekeningen. Publiek betekent hier: iedereen die geen geldscheppende instelling is, dat wil zeggen iedereen behalve de algemene banken (en de rijksoverheid). 

Giraal geld behoort samen met het chartale geld tot de maatschappelijke geldhoeveelheid, M1, het geld in handen van het publiek.

## Direct opeisbare tegoeden
Giraal geld bestaat uit direct opeisbare tegoeden die worden aangehouden bij een bank. Dit wil primair zeggen dat ze door het publiek onmiddellijk, zonder begrenzingen en zonder kosten kunnen worden omgezet in chartaal geld (substitutie). Termijndeposito's of spaargelden die voor een bepaalde tijd zijn vastgezet behoren dus niet tot de girale geldhoeveelheid, zij worden tot de secundaire liquiditeiten gerekend. De bank moet voor de girale tegoeden voldoende dekkingsmiddelen in kas hebben, zodat het publiek erop kan vertrouwen dat substitutie van giraal naar chartaal geld steeds mogelijk is. Is dit niet het geval dan verliest het publiek het vertrouwen in de bank en bestaat het gevaar van een bankrun. In dat geval krijgt de bank een liquiditeitsprobleem dat kan leiden tot een faillissement. Zeker voor systeembanken kan dit leiden tot ernstige sociaaleconomische problemen. Giraal geld is dan ook een zuivere vorm van fiduciair geld.

## Girale betalingen
Men kan met giraal geld ook op girale wijze betalen, dus zonder dat het giraal geld eerst moet worden omgezet in chartaal geld. In dit geval wordt (een deel van) het direct opeisbare tegoed overgeschreven naar het tegoed van een andere houder van een betaalrekening, bij dezelfde of een andere bank. Dit gebeurt door het geven van een overschrijvingsopdracht aan de eigen bank om (bezien vanuit de bank) het tegoed van de betalende partij te debiteren en het tegoed van de ontvangende partij te crediteren. Bij het betalen van bijvoorbeeld een factuur door middel van een overschrijving zegt men eigenlijk aan de bank dat geld dat op die bank voor de eigenaar bewaard wordt (en dus credit op de bankbalans staat) mag worden verplaatst naar de rekening die eigendom is van diegene aan wie de factuur moet worden betaald. Dat geld komt eveneens credit te staan, maar nu op de balans van de ontvangende bank.

## Geschiedenis
Een tijdlang waren er in Nederland twee gescheiden girosystemen, dat van de Postcheque- en Girodienst (Postgiro) en dat van de Bankgirocentrale, met respectievelijk de girobetaalkaart en de betaalcheque, en respectievelijk de Chipper en de Chipknip. Bij overschrijving van geld van een Postgirorekening naar een bankrekening moesten tot 1997 (dus zelfs tot lang na de oprichting van de Postbank in 1986) zowel het gironummer van de bank als het bankrekeningnummer van de begunstigde worden vermeld.